# Eparchia di Tver'
L'eparchia di Tver' (in russo Тверская епархия?) è un'eparchia della chiesa ortodossa russa, ha sede nella città di Tver', in Russia, dove si trova la cattedrale della Resurrezione.

## Storia
L'eparchia di Tver' nasce attraverso lo scorporo dall'eparchia di Polack avvenuto non oltre il 1271. Nel 1589, è divenuta arcieparchia.
Tra il 1928 ed il 1990 l'eparchia ha visto modificare più volte il proprio nome ed il territorio. Il 28 dicembre 2011 ha ceduto parte del suo territorio per l'erezione delle eparchie di Bežeck e di Ržev, e contestualmente è entrata a far parte della metropolita omonima eretta lo stesso giorno.